# Gazimur
Gazimur (rusky Газимур) je řeka v Zabajkalském kraji v Rusku. Je to levý přítok řeky Arguň (povodí Amuru). Je 592 km dlouhá. Povodí má rozlohu 12 100 km².

## Průběh toku
Pramení na Něrčinského hřbetě. Protéká převážně mezi Borščovočným a Gazimurským hřbetem. Má horský charakter.

## Vodní stav
Zdroj vody je převážně dešťový. V povodí řeky se vyskytují náledí.